# ستيف هوبز
ستيف هوبز هو سياسي أمريكي، ولد في 12 فبراير 1970 في إيفرت في الولايات المتحدة. نشط حزبياً في الحزب الديمقراطي. وقد انتخب عضو مجلس ولاية واشنطن ‏.